# Plaine d'Europe orientale
La plaine d'Europe orientale, plaine russe ou plaine sarmatique est une plaine d'Europe de l'Est délimitée par l'Oural à l'est, la mer de Barents et la Scandinavie au nord, la mer Baltique, la plaine d'Europe du Nord et les Carpates à l'ouest et la mer Noire et les steppes d'Asie centrale et de la mer Caspienne au sud. Elle couvre la majeure partie de la Russie européenne, les pays baltes, la Biélorussie et l'Ukraine. Elle est parcourue de plusieurs reliefs peu marqués constitués du plateau central de Russie ou du plateau de la Volga pour les plus importants. Plusieurs grands fleuves drainent cette plaine principalement du nord vers le sud comme la Volga ou le Dniepr. Dans sa partie méridionale, le sol de la plaine d'Europe orientale est constitué des terres noires, une formation géologique permettant la constitution de greniers à blé.
Elle constitue l'une des grandes unités géographiques de la Russie, bien que le relief ou la géologie y distinguent différentes formations. Les plaines et dépressions, drainées par de larges fleuves, s'étagent entre 0 et 150 mètres au-dessus du niveau de la mer, alors que les chaînes de plateaux et les collines culminent entre 300 et 500 mètres.

## Géologie

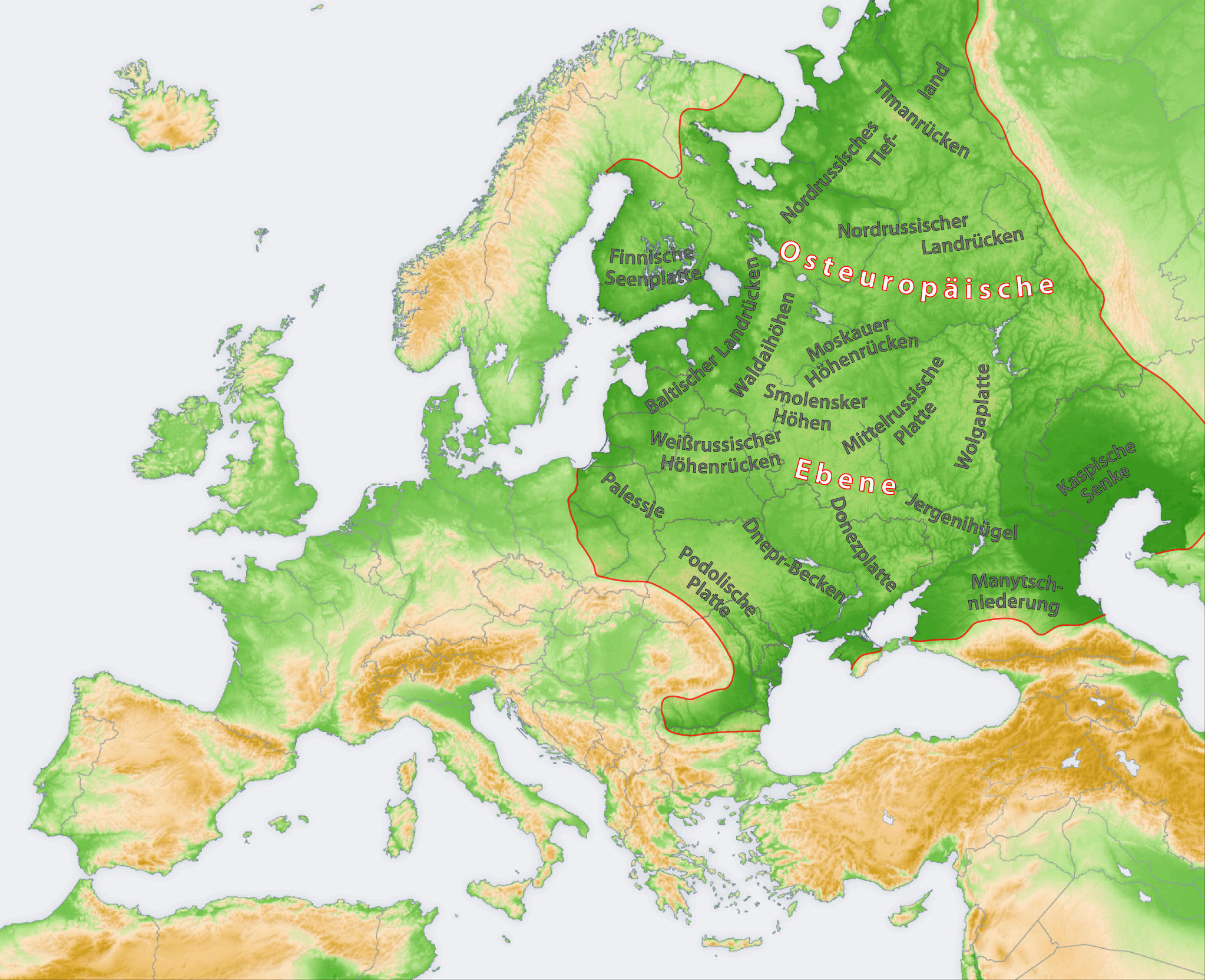
Carte de la plaine d'Europe orientale avec ses principales unités géographiques.

Au plan de la géologie, il faut avant tout distinguer les grands plateaux formés de couches récentes de roches sédimentaires et le bouclier du pré-continent européen. Parmi les régions du bouclier ancien, le bouclier russe est de loin le plus étendu ; Il couvre à peu près la moitié de l'Europe orientale, frontalier au sud du bouclier d'Ukraine et au nord-ouest du bouclier scandinave, qui sont des vestiges de l'Orogenèse hercynienne et de l’Orogenèse calédonienne. À l'est, ce gigantesque plateau est borné par les monts Oural.
Les roches du Bouclier scandinave plongent jusqu'à des centaines de kilomètres sous celles du bouclier russe et constituent son socle. Les plaines et plateaux à l'ouest de ces grandes masses continentales n'occupent qu'une superficie marginale. Les spectaculaires contreforts du plateau de la Volga marquent la transition avec la plaine de la dépression Caspienne.

## Délimitation
La plaine d’Europe orientale (qui présente par endroits un caractère très vallonné) recouvre presque entièrement le territoire de la Russie européenne. Les prémices de cette plaine confinent aux voisins occidentaux de la Russie : Estonie, Lettonie, Lituanie, Pologne, Biélorussie, Ukraine, Moldavie, et au sud au Kazakhstan. Il est difficile d'en délimiter précisément les contours, et c'est pourquoi (selon le point de vue qu'on adopte) certains de ces pays voisins et leur relief sont exclus de la plaine. 
Au nord, la plaine d’Europe orientale touche la mer de Barents, au nord-est les monts Paï-Tchoï, à l'est les monts et le fleuve Oural. Au sud elle se termine par la dépression Caspienne, aux confins septentrionaux du Caucase et à la mer Noire. Plus à l'ouest, elle s'étend par delà le plateau de Podolie et les marais du Pripiat, alimentés par la Pripiat, jusqu'aux collines de Scandinavie (et plus encore à l'ouest, se prolonge par la plaine d'Allemagne du Nord). Au nord des pays Baltes, elle est baignée par le golfe de Finlande et se prolonge par la région des lacs de Finlande. Au nord-est de l'isthme de Carélie, elle est baignée par la mer Blanche.

## Principales unités géomorphologiques
Du nord au sud, on trouve :
- Chaîne de Timan – bassin versant du Mezen et de la Vytchegda
- Dépression d'Arkhangelsk – bassin de la  Dvina septentrionale (Daugava), Petchora
- Monts Ouvaly – bassin de l’Ioug et de l’Oucha (Biélorussie)
- Collines baltiques – bassin versant du Niémen, de la Pregolia et de la Vistule
- Collines de Valdaï – bassin de la Volga, du Dniepr, et de la Daugava
- Plateau central de Russie – bassin de la Kliazma
- Plateau de Moscou – bassin de l’Oka, du Don et du Donets
- Monts de Smolensk – bassin de la Moskova, Desna
- Plateau de Biélorussie – bassin du Niémen et de la Bérézina
- Plateau de la Volga – bassin de la Medveditsa et de la Soura.
- Polésie – avec les marais du Pripiat et la Pripiat
- Plateau de Podolie – bassin du Boug méridional
- plateau du Dniepr (de) – bassin de l’Inhoulets, Inhoul
- Monts Iergheni –  bassin du Sal
- Dépression Caspienne – bassin de la Volga, de l’Oural et du Koura
- Plateau du Donets
- Dépression de Kouma-Manytch – bassin du Manytch

## Fleuves
Quelques-uns des plus grands fleuves européens irriguent la plaine d'Europe orientale (ici par débit décroissant) :
- Volga – Russie
- Oural – Russie, Kazakhstan
- Dniepr – Russie, Biélorussie, Ukraine
- Don – Russie
- Petchora – Russie
- Kama – Russie
- Oka – Russie
- Belaïa – Russie
- Daugava – Russie, Biélorussie, Lettonie
- Niémen – Biélorussie, Lituanie, Russie (enclave de Kaliningrad)
- Pregolia – Russie (enclave de Kaliningrad)

## Villes
Les métropoles de la plaine d’Europe orientale sont (du nord au sud) :
- Arkhangelsk – Russie
- Saint-Pétersbourg – Russie
- Tallinn – Estonie
- Perm – Russie
- Iaroslavl – Russie
- Tver – Russie
- Riga – Lettonie
- Kaliningrad – Russie
- Nijni Novgorod – Russie
- Kazan – Russie
- Moscou – Russie
- Oufa – Russie
- Vilnius – Lituanie
- Minsk - Biélorussie
- Samara – Russie
- Varsovie – Pologne
- Saratov – Russie
- Kiev – Ukraine
- Kharkiv – Ukraine
- Volgograd – Russie
- Dnipro – Ukraine
- Donetsk – Ukraine
- Chișinău – Moldavie
- Rostov-sur-le-Don – Russie
- Odessa – Ukraine
- Astrakhan – Russie

## Pays
La plaine d’Europe orientale s'étend sur les pays suivants (du nord au sud) :
- Russie
- Estonie
- Lettonie
- Lituanie
- Pologne (moitié orientale)
- Russie blanche
- Ukraine (la région sud-ouest se prolonge par le massif des Carpates)
- Moldavie
- Kazakhstan (mais uniquement l'ouest du fleuve Oural)